# Episodi di Totally Spies! - Che magnifiche spie! (prima stagione)

La prima stagione della serie d'animazione Totally Spies è andata in onda su TF1 in Francia e su Teletoon in Canada tra novembre del 2001 e giugno del 2002. In Italia la serie è stata trasmessa per la prima volta tra marzo ed aprile del 2003 sulla rete televisiva Italia 1.
| Nº | Titolo originale                   | Titolo italiano               | Prima TV originale | Prima TV Italia |
| -- | ---------------------------------- | ----------------------------- | ------------------ | --------------- |
| 1  | A Thing for Musicians              | Un debole per i musicisti     | 3 novembre 2001    | 3 marzo 2003    |
| 2  | Queen for a Day                    | Regina per un giorno          | 9 febbraio 2002    | 4 marzo 2003    |
| 3  | The New Jerry                      | Il sostituto di Jerry         | 4 novembre 2001    | 5 marzo 2003    |
| 4  | The Get Away                       | La vacanza                    | 10 novembre 2001   | 6 marzo 2003    |
| 5  | The Eraser                         | I cancella-memoria            | 8 dicembre 2001    | 7 marzo 2003    |
| 6  | Stuck in the Middles Ages with You | Ritorno al Medioevo           | 17 novembre 2001   | 10 marzo 2003   |
| 7  | Abductions                         | Rapimenti                     | 5 gennaio 2002     | 11 marzo 2003   |
| 8  | Child's Play                       | Giocattoli per bambini        | 1º dicembre 2001   | 12 marzo 2003   |
| 9  | The Fugitives                      | In fuga                       | 15 dicembre 2001   | 13 marzo 2003   |
| 10 | Model Citiziens                    | Le modelle                    | 12 gennaio 2002    | 14 marzo 2003   |
| 11 | Spy Gladiators                     | L'isola dei gladiatori        | 19 gennaio 2002    | 17 marzo 2003   |
| 12 | Silicon Valley Girls               | Pericoli al computer          | 26 gennaio 2002    | 18 marzo 2003   |
| 13 | Passion Patties                    | Voglia di biscotti            | 11 maggio 2002     | 19 marzo 2003   |
| 14 | Shrinking                          | Nemici piccoli piccoli        | 2 marzo 2002       | 20 marzo 2003   |
| 15 | Aliens                             | Gli alieni                    | 9 marzo 2002       | 21 marzo 2003   |
| 16 | Wild Style                         | Uomini da pelliccia           | 16 marzo 2002      | 24 marzo 2003   |
| 17 | Black Widows                       | Le Vedove Nere                | 23 marzo 2002      | 25 marzo 2003   |
| 18 | Evil Boyfriend                     | Amore invisibile              | 6 aprile 2002      | 26 marzo 2003   |
| 19 | Game Girls                         | Videogiochi pericolosi        | 20 aprile 2002     | 27 marzo 2003   |
| 20 | Spies VS Spies                     | Spie contro Spie              | 30 marzo 2002      | 28 marzo 2003   |
| 21 | Do You Believe in Magic?           | Magie criminali               | 1º giugno 2002     | 31 marzo 2003   |
| 22 | Malled                             | Shopping a rischio!           | 25 maggio 2002     | 1º aprile 2003  |
| 23 | Soul Collector                     | Il ladro di giovinezza        | 18 maggio 2002     | 2 aprile 2003   |
| 24 | Man or Machine                     | Uomini o macchine?            | 15 giugno 2002     | 3 aprile 2003   |
| 25 | The Iceman Cometh                  | Una missione raggelante       | 8 giugno 2002      | 4 aprile 2003   |
| 26 | A Spy is Born (Part 1)             | È nata una spia (prima parte) | 4 maggio 2002      | 7 aprile 2003   |

Un Debole per i musicisti: Le spie vanno sotto copertura come band di apertura del tour mondiale di Ricky Mathis per indagare su ciò che sta facendo impazzire i suoi fan.
Regina per un Giorno: Le ragazze indagano su uno strano tentativo di rapimento con un raggio antigravità contro la regina Tassara.
Il Sostituto di Jerry: Le ragazze scoprono che Jerry si è ritirato. Al suo posto c'è Mac Smith, un bel ragazzo per il quale Sam ha una cotta. Quando cominciano ad accadere cose strane, le ragazze pensano che qualcuno stia cercando di sbarazzarsi di Mac.
La Vacanza: Le ragazze sono sorprese quando Jerry le manda in vacanza alle Hawaii per le loro incessanti missioni di spionaggio. Purtroppo, quando le ragazze arrivano a destinazione, si ritrovano immischiate in un mistero che riguarda la scomparsa dei ricercatori dell'isola.
Ritorno al Medioevo: Un misterioso cavaliere viaggia nel tempo per cambiare il corso della storia con la tecnologia moderna. Le spie gli danno la caccia in passato per impedirgli di portare al termine il suo progetto.
I Cancella-memoria: Le ragazze si dirigono a Bora Bora per indagare sulle strane "creature blob" che sono emerse dall'oceano e che hanno succhiato la memoria dalle teste dei dieci migliori scienziati del mondo.
I Rapimenti: Le spie indagano sui recenti rapimenti delle menti più brillanti al mondo. Le spie si rendono conto che le persone rapite sono esperte nelle stesse materie su cui si basano i loro test a scuola. Intanto, Clover e Sam litigano per una parte nella produzione scolastica di "Les Misérables".
Giocattoli per bambini: Un malvagio fabbricante di giocattoli invia i suoi giocattoli di controllo mentale agli adulti del mondo per trasformarli in bambini.
In Fuga: Le spie si presentano alla WOOHP per quella che, secondo loro, sarà un'altra missione standard, ma rimangono scioccate quando gli vengono mostrati i filmati di sorveglianza di se stesse che rapinano una banca! Gli agenti della WOOHP prendono le ragazze in custodia e le incarcerano in una cella di detenzione all'avanguardia.
L'isola dei Gladiatori: Le spie entrano in un game show di tipo "Survivor" per indagare sui concorrenti scomparsi. Scoprono rapidamente che il combattimento "simulato" dello show è tutt'altro che simulato.
Le Modelle: Le spie sono inviate in missione per indagare su un'ondata di rapimenti di modelle. Gli indizi conducono le ragazze a una sinistra agenzia internazionale di modello gestita da una donna malvagia, che ha creato uno spaventoso dispositivo high-tech che estrae i "tratti perfetti" dai suoi soggetti.
Pericoli al Computer: Un geek informatico mette il suo mega-computer contro chi gli ha fatto un torto. Spetta alle spie fermare il computer prima che compia piani di distruzione di massa.
Nemici Piccoli Piccoli: Un cattivo con un complesso napoleonico usa la sua macchina rimpicciolitrice per ridurre il mondo intero. Colpita dalla macchina, Clover cerca di tornare alle dimensioni normali per il suo prossimo appuntamento.
Gli Alieni: Le spie stanno indagando sui rapimenti alieni e su un'organizzazione segreta. Intanto, Alex si sta preparando per la sua prova di guida, che promette di essere una bella sfida.
Voglia di Biscotti: Un produttore di biscotti industriali sviluppa un prodotto il cui consumo crea una fortissima dipendenza. Questo fenomeno è tanto più preoccupante in quanto chi li mangia diventa rapidamente obeso.
Le Vedove Nere: Sam, Clover e Alex devono fare i conti con un gruppo di cheerleaders senza scrupoli e il loro allenatore spietato. Intanto, Sam e Mandy competono in pubblico in una gara di spelling.
Amore Invisibile: Sam ha una cotta per un nuovo ragazzo del liceo molto affascinante. Purtroppo, scopre che lui vuole usarla per rubare all'esercito un siero dell'invisibilità top-secret. Intanto, Sam, Alex e Clover, per passare più tempo insieme, hanno in programma di regalarsi un weekend di fitness.
Uomini di Pelliccia: Per creare il primo cappotto al mondo "senza cuciture e perfettamente aderente al corpo", uno stilista demoniaco non esita a combinare geni umani e animali. Clover indossa scarpe con suole a zappa piuttosto ridicole per uscire con un ragazzo molto più alto di lei.
Spie Contro Spie: Le spie vengono sostituite da un trio di ex spie uscite dal "pensionamento". Ma Clover, Sam e Alex scoprono presto che le intenzioni delle ex spie non sono così benevole. Nel frattempo, Clover regola i conti con un bello del suo passato che ha appena iniziato a frequentare la Beverly High. 
Videogiochi Pericolosi: Un bandito inventa un dispositivo che cattura i campioni degli sport estremi e li spinge in un videogioco ancora più estremo. 
Il Ladro di Giovinezza: Le spie danno la caccia a un cattivo che ruba le anime dei giovani americani per recuperare la sua giovinezza. Il colpevole è il preside della scuola. Sam teme che i primi capelli grigi compromettano le sue possibilità di vincere il premio per la migliore incarnazione della gioventù (infatti perde). 
Shopping a Rischio!: Sam, Alex e Clover indagano sul perché i negozi rapiscono le persone in tutto il mondo. Viaggiano in Australia e trovano un cattivo deciso a sbarazzarsi di tutti i centri commerciali costruendo un esercito di uomini e donne programmati per odiare e distruggere i centri commerciali. Mandy mette un profumo nella borsa di Clover che viene accusata di furto. 
Magie Criminali: Le spie danno la caccia a un ladro di opere d'arte solo per scoprire che tutti i loro indizi portano a un mago presumibilmente defunto. Le spie accusano Mandy di aver sabotato i loro progetti fotografici. 
Una missione Raggelante: Un cattivo progetta di congelare il mondo, riportandolo all'era glaciale, cancellando il danno che l'uomo ha fatto all'ambiente. Clover si confronta con la sua reputazione di "Regina dei Ghiacci". 
Uomini o Macchine?: Un cattivo sostituisce i leader del mondo con robots nel tentativo di trasformare il mondo in un gigantesco e pericoloso parco di divertimenti. 
È Nata una Spia: Le spie combattono contro un cattivo che ha rapito le migliori star del cinema del mondo per usarle nel suo film d'azione realistico e pericoloso. 